# 韩志强 (外交官)

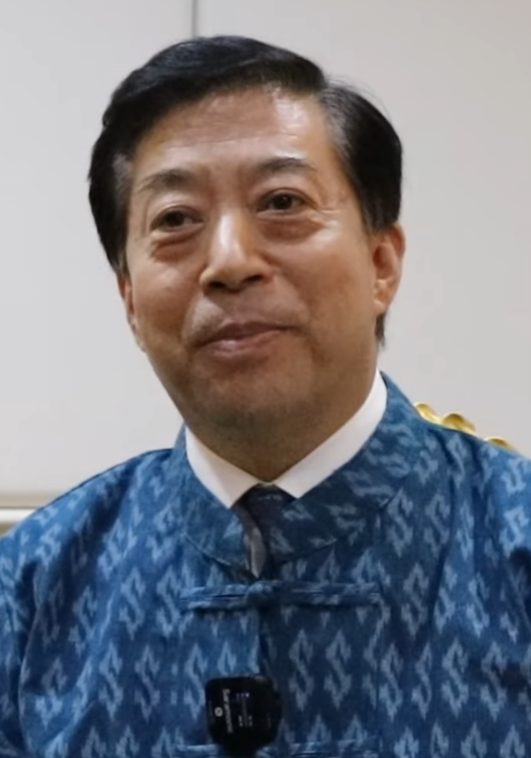
韩志强 (2023)

韩志强（1963年11月—），男，吉林伊通人，中华人民共和国外交官，曾任中华人民共和国驻斐济群岛共和国特命全权大使、外交部办公厅主任和中华人民共和国驻泰王国特命全权大使。

## 生平
韩志强毕业于吉林大学日语系。1987年，进入中华人民共和国外交部工作，先后在外交部亚洲司、中国国际人才交流协会驻日本代表处、驻日本大使馆、外交部办公厅任职，后任外交部办公厅参赞。2004年，任外交部办公厅副主任。2008年10月，出任中华人民共和国驻斐济群岛大使。2011年，任驻日本大使馆公使。2015年，任外交部正司级干部。2016年，任外交部办公厅主任。2021年8月，出任中华人民共和国驻泰国大使。2025年6月，自驻泰国大使离任。

## 家庭
已婚，有一子。